# Малая Таяба
Малая Таяба (чув. Кӗçӗн Таяпа) — деревня в Яльчикском районе Чувашской Республики России. Административный центр Малотаябинского сельского поселения.

## География
Деревня находится в юго-восточной части Чувашии, в пределах Чувашского плато, в зоне хвойно-широколиственных лесов, на берегах реки Таябинки, на расстоянии примерно 5 километров (по прямой) к северо-западу от села Яльчики, административного центра района. Абсолютная высота — 139 метров над уровнем моря.

### Климат
Климат характеризуется как умеренно континентальный, с продолжительной морозной зимой и тёплым летом. Среднегодовая температура воздуха — 3,1 °С. Средняя температура воздуха самого тёплого месяца (июля) — 18,7 °C (абсолютный максимум — 37 °C); самого холодного (января) — −12,3 °C (абсолютный минимум — −42 °C). Безморозный период длится около 142 дней. Среднегодовое количество атмосферных осадков составляет 530 мм, из которых большая часть выпадает в тёплый период. Снежный покров держится в течение 147 дней.

### Часовой пояс
Деревня Малая Таяба, как и вся Чувашия, находится в часовой зоне МСК (московское время). Смещение применяемого времени относительно UTC составляет +3:00.

## История
Населенным пунктом в конце XVI века владел князь Тугуш Девлет Бахтыев.

## Население
| 2010 | 2012 |
| ---- | ---- |
| 626  | ↗747 |

### Половой состав
По данным Всероссийской переписи населения 2010 года в гендерной структуре населения мужчины составляли 47,1 %, женщины — соответственно 52,9 %.

### Национальный состав
Согласно результатам переписи 2002 года, в национальной структуре населения чуваши составляли 100 % из 839 чел.

## Известные уроженцы, жители
- Водоватов, Арсений Александрович (1902—1988) — генерал-майор Советской Армии, участник Великой Отечественной войны[8].

## Инфраструктура
Личное подсобное хозяйство с зоной сельскохозяйственного использования, индивидуальная застройка усадебного типа.
Основа экономики — сельское хозяйство.
Фельдшерско-акушерский пункт.

## Достопримечательности
В деревне стоит памятник «Воинам-землякам, погибшим на фронтах Великой Отечественной войны».

## Транспорт
Деревня доступна автотранспортом. Остановка общественного транспорта «Малая Таяба».